# 大堂站
大堂站（法語：Les Halles）是法國巴黎地鐵的一個車站，位於巴黎第一區，站名來自巴黎大堂。大堂站是巴黎地鐵4號線的車站。大堂站最早設立於1908年4月21日。1977年，大堂站進行修整工程，和沙特莱-大堂站進行了整合。

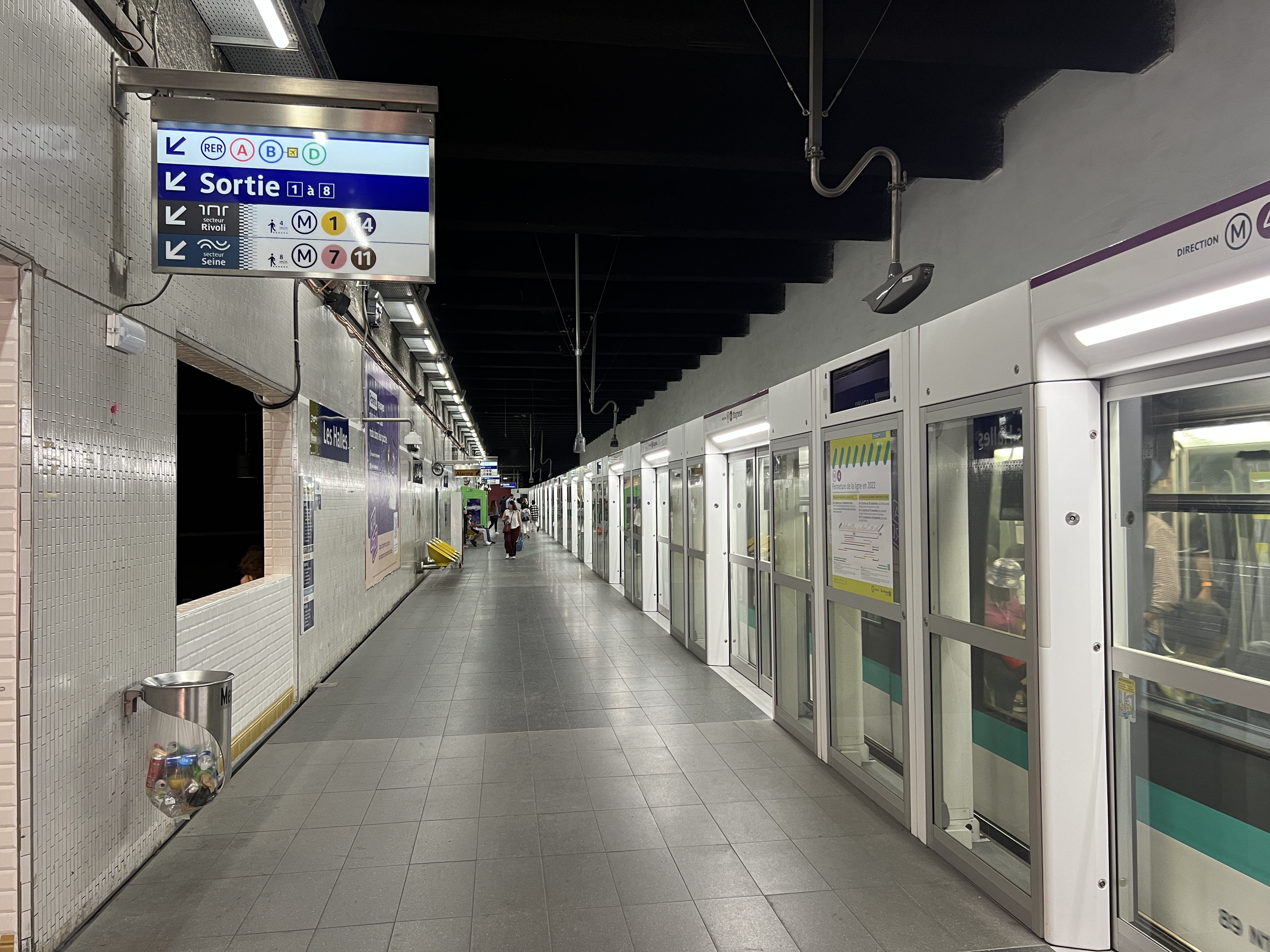
月台 (2022年7月)

## 車站結構
| 街道        |                    |                                   |
| B1          | 月台連接夾層       |                                   |
| 4號線月台層 | 側式月台，右側開門 | 側式月台，右側開門                |
| 4號線月台層 | 北行               | 往克利尼昂库尔门（艾蒂安·馬塞爾） |
| 4號線月台層 | 南行               | 往巴涅-露西·奧布拉克（沙特莱）    |
| 4號線月台層 | 側式月台，右側開門 |                                   |